# Вокални квартет Предрага Ивановића
Вокални квартет Предрага Ивановића је била музичка група која је изводила џез и поп музику током педесетих и у првпј половини шездесетих година прошлог века (до 1965. када је умро Бата Сенић) у бившој Југославији. Групу су чинили Предраг Ивановић, Александра Ивановић, Мара Јанковић и Велимир Бата Сенић. Њихова најпознатија песма је „Под сјајем звезда“, која се појавила на саундтреку за филм из 1960. године, Љубав и мода. 1978. године, група је издала истоимени албум за ПГП РТС, који представља фузију фанка, соула, џеза и попа, а на њему су се нашле нове песме, али и обраде страних класика.

## Фестивали
Опатија:
- Нек прође све, '64